# ترک‌های کوزوو
ترک‌های کوزوو به مردمان ترک‌تباری گفته می‌شود که در کوزوو زندگی می‌کنند. جمعیت ترک‌های کوزوو بین ۳۰٬۰۰۰ و ۵۰٬۰۰۰ تخمین زده می‌شود که بیشتر آنها مسلمان هستند.

## تاریخ
اسکان ترک‌ها در کوزوو در اواخر سده ۱۴ میلادی و پس از شکست صربستان از امپراتوری عثمانی در نبرد کوزوو آغاز شد. جمعیت قابل‌توجهی از مهاجرت ترک‌ها از سال ۱۳۸۹ تا ۱۴۵۵ آغاز شد که در طی فتح عثمانی، سربازان، مقامات و بازرگانان شروع به ظاهر شدن در شهرهای اصلی کوزوو کردند.
در سال ۱۹۱۲ ترک‌های عثمانی کوزوو را از دست دادند و این منطقه بخشی از پادشاهی صربستان و مونته‌ نگرو شد.پس از اشغال‌های اتریش و بلغارستان در طول جنگ جهانی اول، کوزوو بخشی از پادشاهی تازه‌تاسیس یوگسلاوی شد. زمانی که نیروهای محور در سال ۱۹۴۱ یوگسلاوی را اشغال کردند، کوزوو بخشی از آلبانی که خود مورد حمایت ایتالیا بود شد. پس از شکست نیروهای محور در جنگ جهانی دوم، با رهبری یوسیپ بروز تیتو یوگسلاوی یک کشور کمونیست شد و کنترل منطقه را باری دیگر به دست گرفت. در سال ۱۹۴۶ کوزوو باری دیگر به نقشه به عنوان یک استان خودمختار درون یوگسلاوی بازگشت. در همین حال ، ترک‌ها در یوگسلاوی به عنوان یک اقلیت به رسمیت شناخته شدند و جمعیت ترک‌ها از ۱،۳۱۳ (یا ۰.۲ % از جمعیت کوزوو)در سال ۱۹۴۸ به ۳۴،۳۴۳ (۴.۳ % از جمعیت کوزوو)در سرشماری سال ۱۹۵۳ افزایش پیدا کرد.با این حال، بسیاری از ساکنان ترک تا سال ۱۹۵۸ بر پایه توافق دو جانبه بین یوگسلاوی و ترکیه به ترکیه مهاجرت کردند.
| ترک‌های کوزوو با توجه به آمار رسمی |             |            |
| سال آمارگیری                      | جمعیت ترک‌ها | درصد جمعیت |
| ۱۹۲۱                              | ۲۷٬۹۲۰      | ۶٫۳%       |
| ۱۹۳۱                              | ۲۳٬۶۹۸      | ۴٬۳%       |
| ۱۹۳۹                              | ۲۴٬۹۴۶      | ۳٬۸%       |
| ۱۹۴۸                              | ۱٬۳۱۵       | ۰٫۲%       |
| ۱۹۵۳                              | ۳۴٬۵۸۳      | ۴٫۳%       |
| ۱۹۶۱                              | ۲۵٬۷۸۴      | ۲٫۷%       |
| ۱۹۷۱                              | ۱۲٬۲۲۴      | ۱٫۰%       |
| ۱۹۸۱                              | ۱۲٬۵۱۳      | ۰٬۸%       |
| ۲۰۱۱                              | ۱۸٬۷۳۸      | ۱٫۱%       |

## نگارخانه

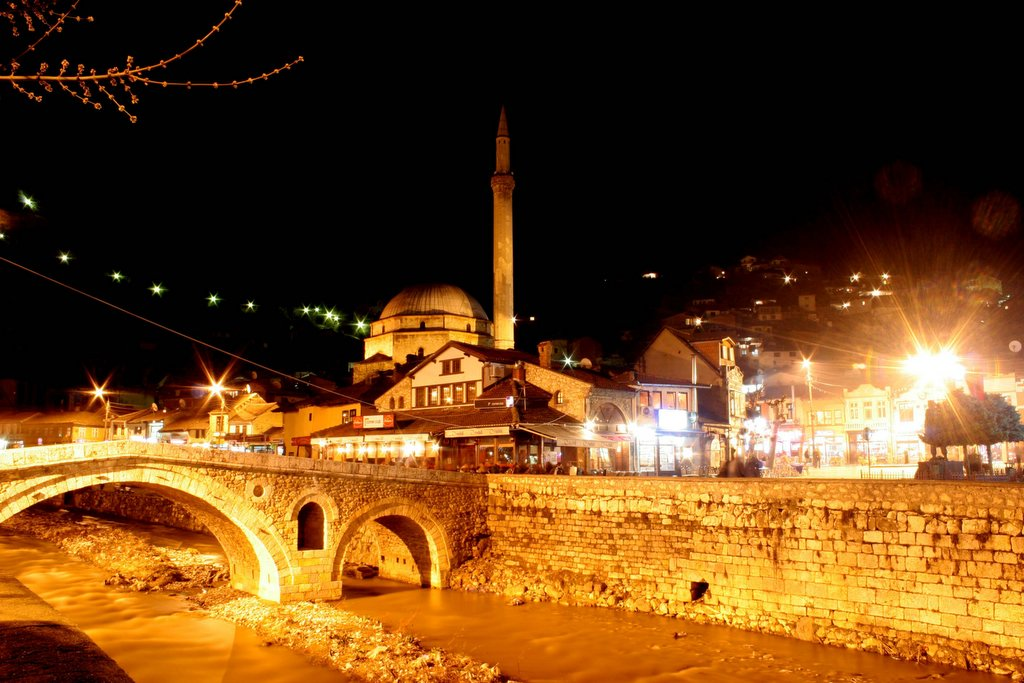
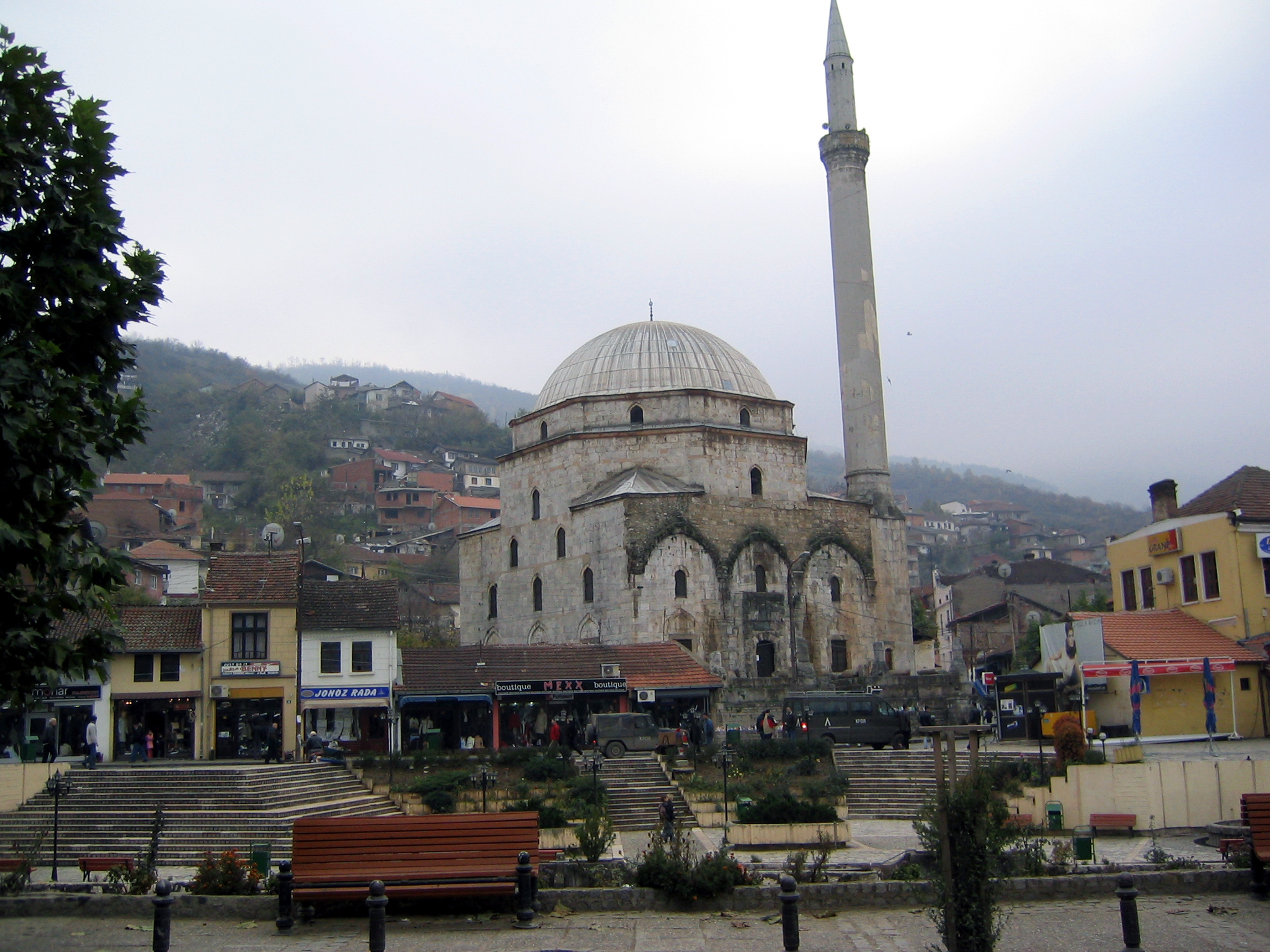
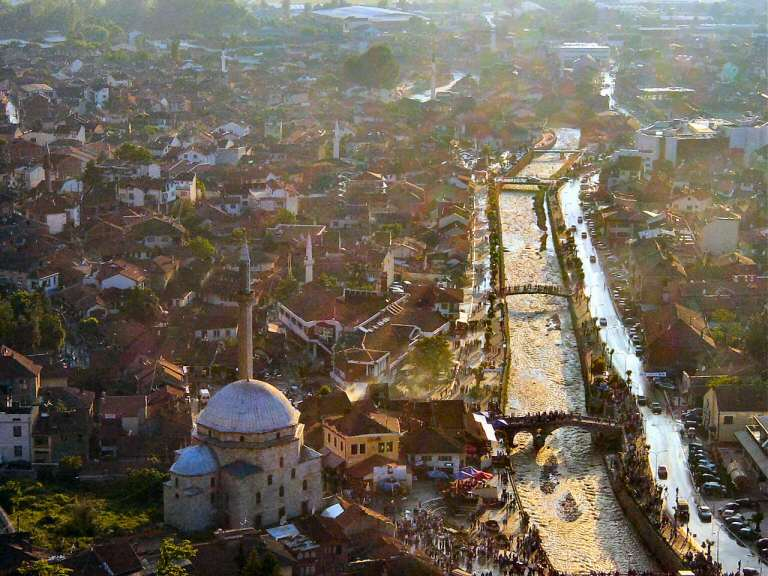
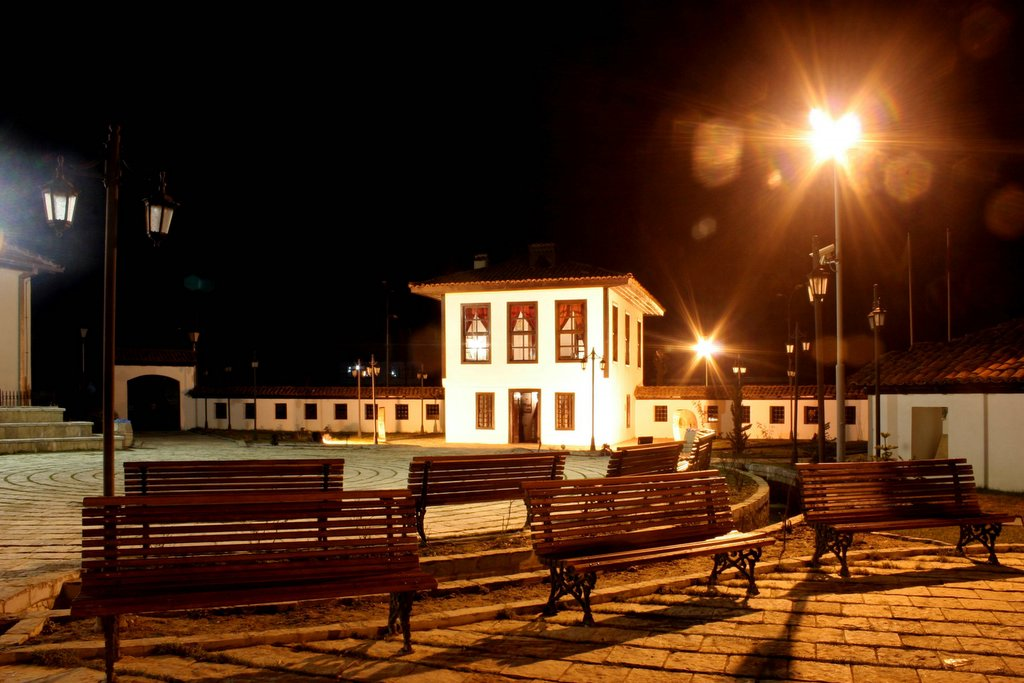

## فهرست کتب
- Cole, Jeffrey (2011), Ethnic Groups of Europe: An Encyclopedia, ABC-CLIO, ISBN 1-59884-302-8.
- OSCE (2010), "Community Profile: Kosovo Turks", Kosovo Communities Profile, Organization for Security and Co-operation in Europe.